# 임실경찰서
임실경찰서(任實警察署, Imsil Police Station)는 전북특별자치도경찰청이 관할하는 경찰서 중 하나이다. 전북특별자치도 임실군 일대를 관할한다. 전북특별자치도 임실군 임실읍 호국로 1702에 위치하고 있다.
서장은 총경으로 보한다.

## 기본 정보
- 주소: 전북특별자치도 임실군 임실읍 호국로 1702
- 우편번호: 55927

## 관할 파출소 및 지구대
| 명칭         | 사진 | 주소                 | 관할구역                       | 치안센터                               |
| ------------ | ---- | -------------------- | ------------------------------ | -------------------------------------- |
| 오수지구대   |      | 오수면 충효로 2095-7 | 오수면, 지사면, 성수면, 삼계면 | 지사치안센터 성수치안센터 삼계치안센터 |
| 관촌파출소   |      | 관촌면 사선로 35     | 관촌면                         |                                        |
| 신평파출소   |      | 신평면 가덕로 665    | 신평면, 신덕면                 | 신덕치안센터                           |
| 운수파출소   |      | 임실읍 봉황로 212    | 임실읍, 청웅면                 | 청웅치안센터                           |
| 강진파출소   |      | 강진면 호국로 32     | 강진면, 덕치면                 | 덕치치안센터                           |
| 하운암파출소 |      | 운암면 강운로 1018   | 운암면                         | 운암치안센터                           |